# Ровангчхарі (упазіла)
Ровангчха́рі (бенг. রোয়াংছড়ি, англ. Rowangchhari) — одна з 7 упазіл зіли Бандарбан регіону Читтагонг Бангладеш, розташована на південному заході зіли.
Населення — 24 829 осіб (2008; 17 904 в 1991).

## Адміністративний поділ
До складу упазіли входять 4 варди:
| Зіла        | Площа, км² | Населення, осіб (2008) |
| ----------- | ---------- | ---------------------- |
| Алікхонг    | -          | 4792                   |
| Нова-Патанг | -          | 3872                   |
| Ровангчхарі | -          | 8593                   |
| Тарачха     | -          | 7572                   |